# 慕尼黑-吉兴车站
慕尼黑吉興車站（德語：Bahnhof München-Giesing），地鐵站名為吉興站（英語：U-Bahnhof Giesing）是一座慕尼黑地铁2、7号线和快轨3、7号线位于上吉兴-雉鸡园的一座车站。